# Vatikáni líra
A vatikáni líra Vatikán pénzneme volt 1929 és 2002 között, amikor felváltotta az euró. A líra név a latin libra szóból származik, ami egy súlymérték megnevezése volt. Váltópénze a centesimo (többes száma: centesimi). 100 centesimo ért 1 lírát.